# Thespesia populnea

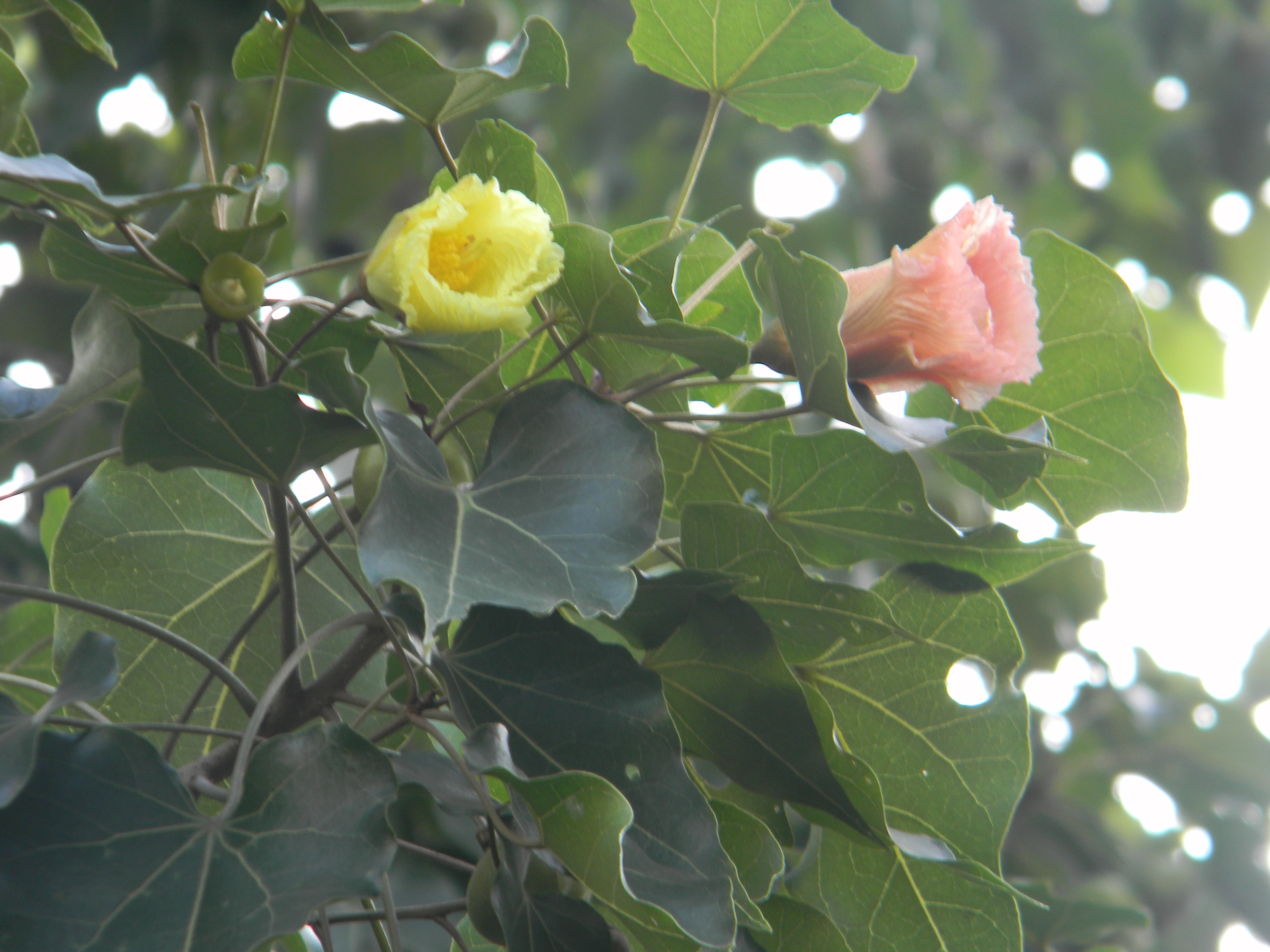
Milo fotografiado en Pune, India

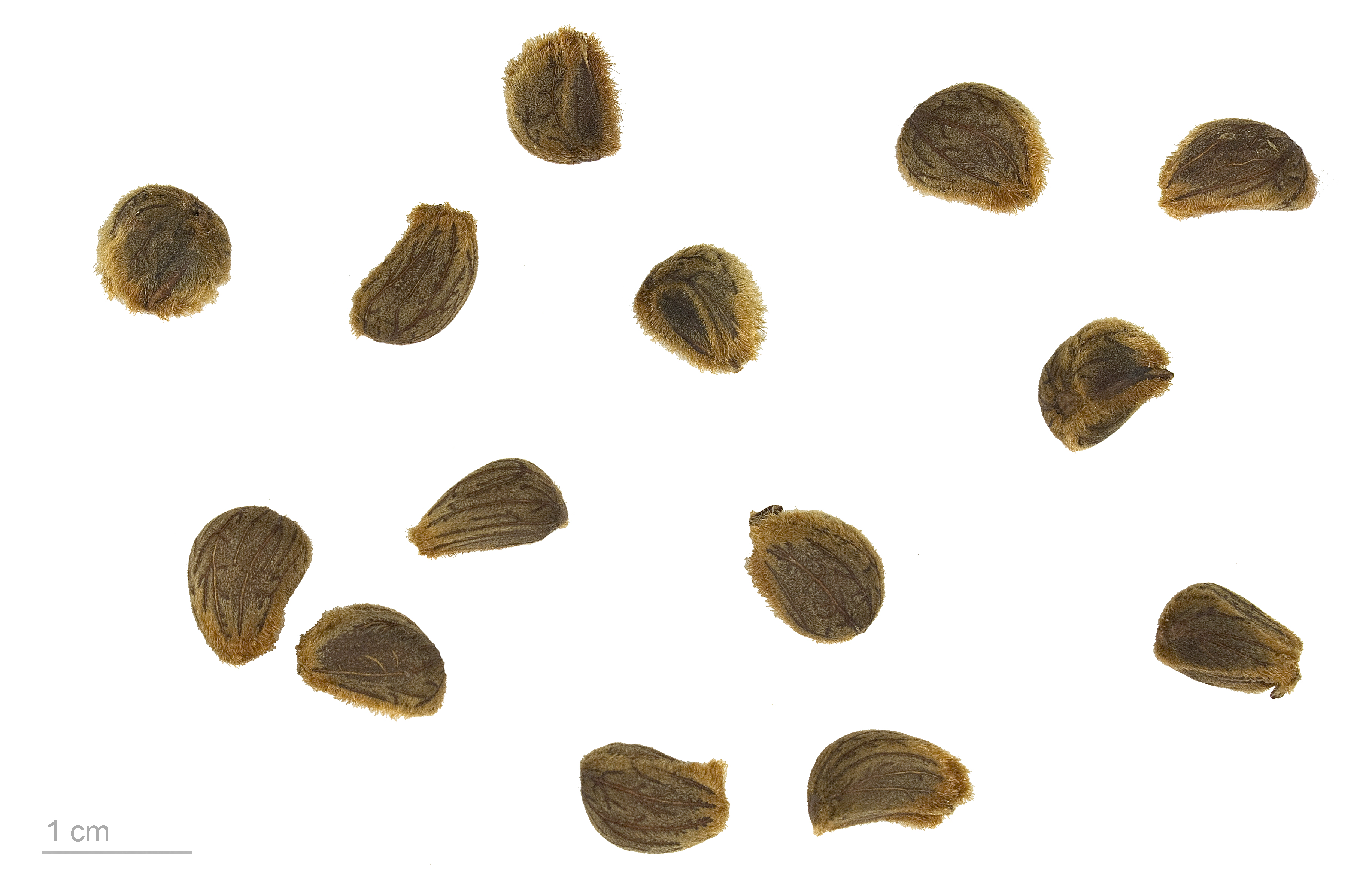
Thespesia populnea - MHNT.

Thespesia populnea, denominado milo o majaguilla, es una especie de planta en la familia Malvaceae. Es un árbol de porte pequeño o arbusto arborescente que posee una distribución  pantropical. Se lo encuentra en costas en numerosas partes del mundo.  Sin embargo, probablemente es nativo del Viejo Mundo, y es posible sea originario de la India. A principios del siglo XXI, su madera se utiliza para fabricar muebles por ser apropiada para tallar. El pueblo Tamil utilizaba su madera para fabricar instrumentos en el antiguo Tamiḻakam. Tal vez sea originario de las islas de Hawái en el Océano Pacífico, pero es posible que los habitantes polinesios primitivos lo hayan distribuido a causa de lo útil de su madera y fibras.

## Descripción
Esta especie alcanza una altura de 6 a 10 m  y su tronco llega a medir de 20 a 30 cm de diámetro.  Crece en sitios entre el nivel del mar y hasta 275 m de elevación en zonas con precipitaciones anuales entre 500 y 1600 mm. Se adapta a suelos muy diversos tales como los que existen en entornos costeros, incluidos suelos con elevado contenido de cuarzo (arena), caliza, y basalto; prefiere los suelos neutros con pH entre 6 y 7.4.

## Usos
El duramen de su tronco es de un tono entre marrón rojizo oscuro y marrón chocolate, su densidad es de unos 0.55 a 0.89 gr/cm³. La madera es utilizada para fabricar el thavil, un tipo de instrumento musical carnatico del sur de India. El milo es popular en Hawái para realizar trabajos en madera (generalmente para modelar cuencos con ayuda de un torno) a causa de los colores variados que posee (que van del ante y amarillo al rojo).
Tradicionalmente esta planta era plantada en tumbas sagradas y utilizada para tallar esculturas religiosas en el sector este de Polinesia. En Tahití, la madera de milo es utilizada para fabricar el tambor de madera con rendijas denominado to'ere, utilizado en las ejecuciones tradicionales tribales tahitianas de tambores. La madera de esta especie fue utilizada para las tabletas talladas rongorongo de la isla de Pascua. Desde que a partir del siglo XX los habitantes de la isla Pitcairn han dispuesto de botes con casco de aluminio, han realizado viajes con regularidad a la isla Henderson para recolectar madera de milo. Por lo general viajan a Henderson solo una vez por año, pero pueden llegar a realizar hasta tres viajes si el clima es apropiado. Los habitantes de Pitcairn tallan la madera para producir objetos decorativos, que venden a los turistas y representa un porcentaje elevado de sus ingresos.  La flor de esta especie desempeñó un rol en la lucha por la independencia de  Sri Lanka, cuando era vendida durante el Día del Recuerdo por el movimiento Suriya-Mal en vez de amapolas para ayudar a los excombatientes locales.

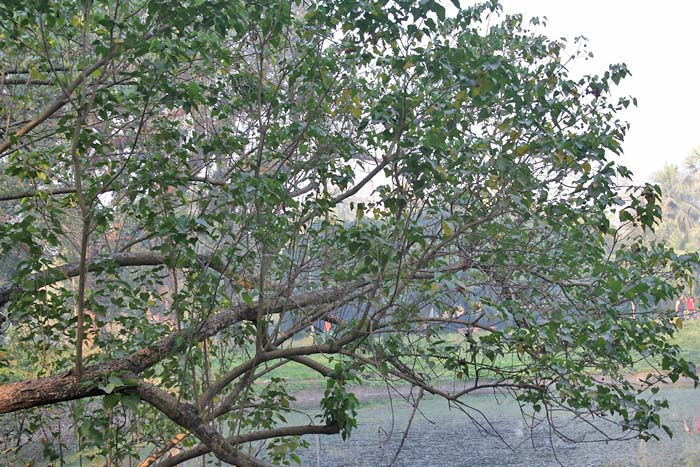
Árbol de milo en Calcuta, Bengala Occidental, India.

Las hojas jóvenes se pueden consumir crudas o cocidas. Las flores y pimpollos también son comestibles. Los frutos inmaduros son consumidos crudos, hervidos o fritos como vegetales.